# Eumeta maxima
Eumeta maxima är en fjärilsart som beskrevs av Butler 1882. Eumeta maxima ingår i släktet Eumeta och familjen säckspinnare. Inga underarter finns listade i Catalogue of Life.